# Marc Levin
Marc Levin (1951) è un regista, sceneggiatore, direttore della fotografia e produttore cinematografico statunitense.
Il suo film più noto è Slam, diretto nel 1998, storia di un gruppo di poeti di strada afroamericani che vinse la Caméra d'or al Festival di Cannes e il Gran Premio della Giuria al Sundance Film Festival.

## Filmografia (parziale)
- Blowback (1991)
- The Home Front (film TV) (1991)
- Mob Stories (1993)
- The Last Party (documentario) (1993)
- Slam (1998)